# 王启仪
王启仪（1958年—），汉族，中华人民共和国政治人物、第十一届全国政协委员。
加入中国农工民主党，担任农工党中央委员、广东省委副主委、广东省人民医院副院长。2008年，当选第十一届全国政协委员，代表中国农工民主党，分入第十组。